# Счастливое (Ровненская область)
Счастливое (укр. Щасливе; до 2024 года — Московщина) — село в Млиновской поселковой общине Дубенского района Ровненской области Украины.
До 2020 года входило в Млиновский район.
Население по переписи 2001 года составляло 74 человека. Почтовый индекс — 35134. Телефонный код — 3659. Код КОАТУУ — 5623887602.